# Agropecuária na Suécia

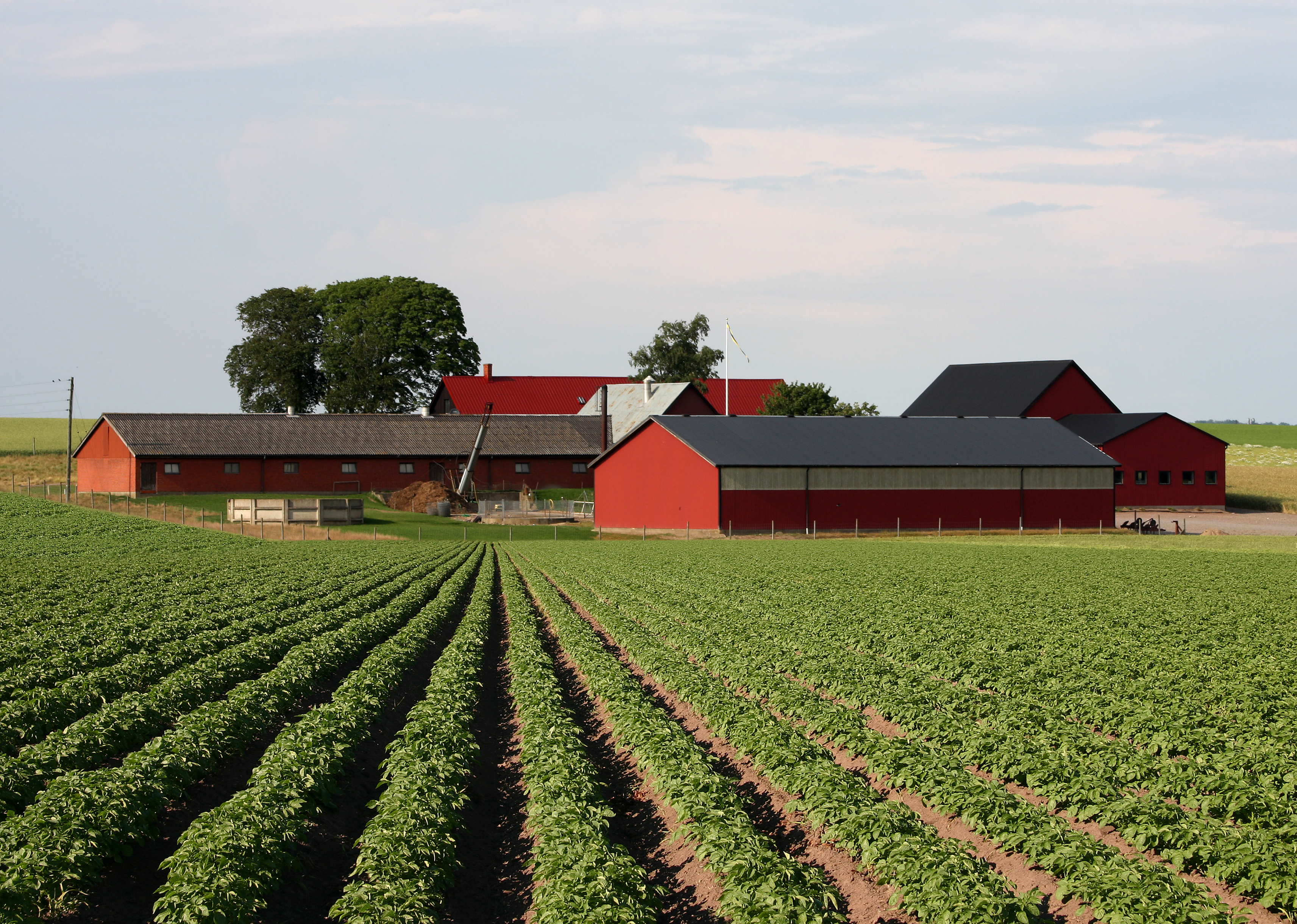
Cultura da batata na Suécia

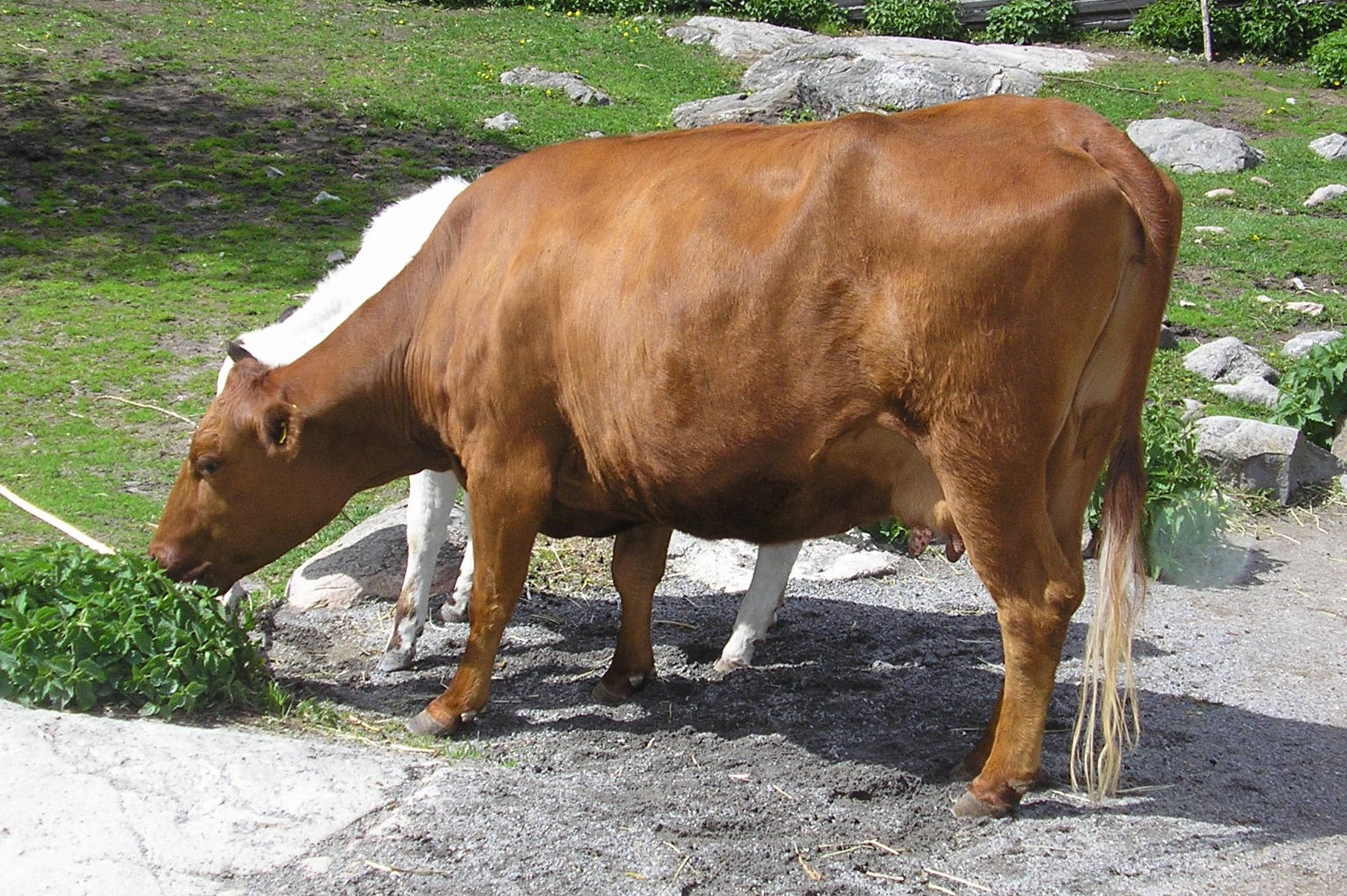
Vaca típica da Suécia

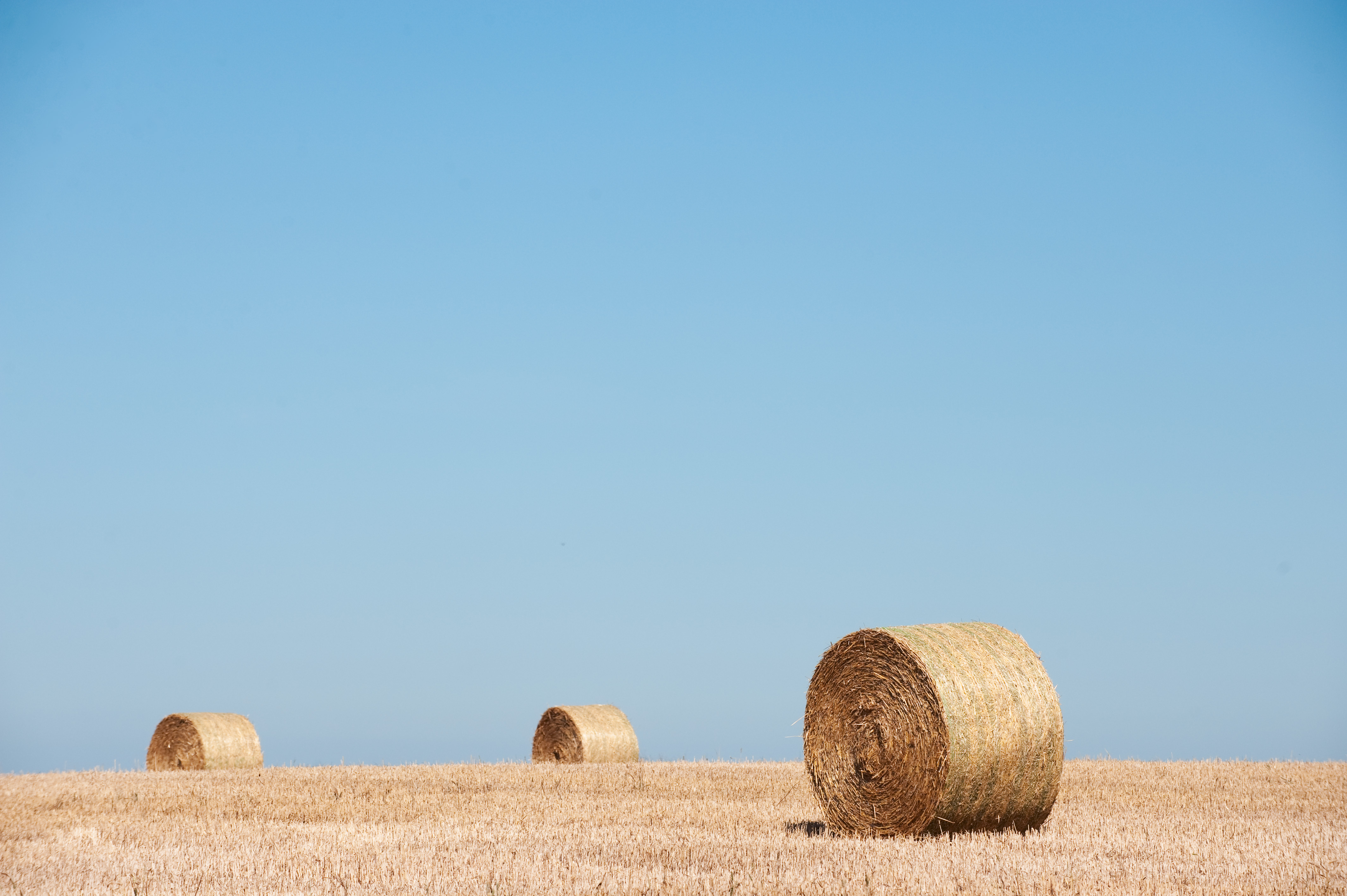
Forragens para animais na Escânia

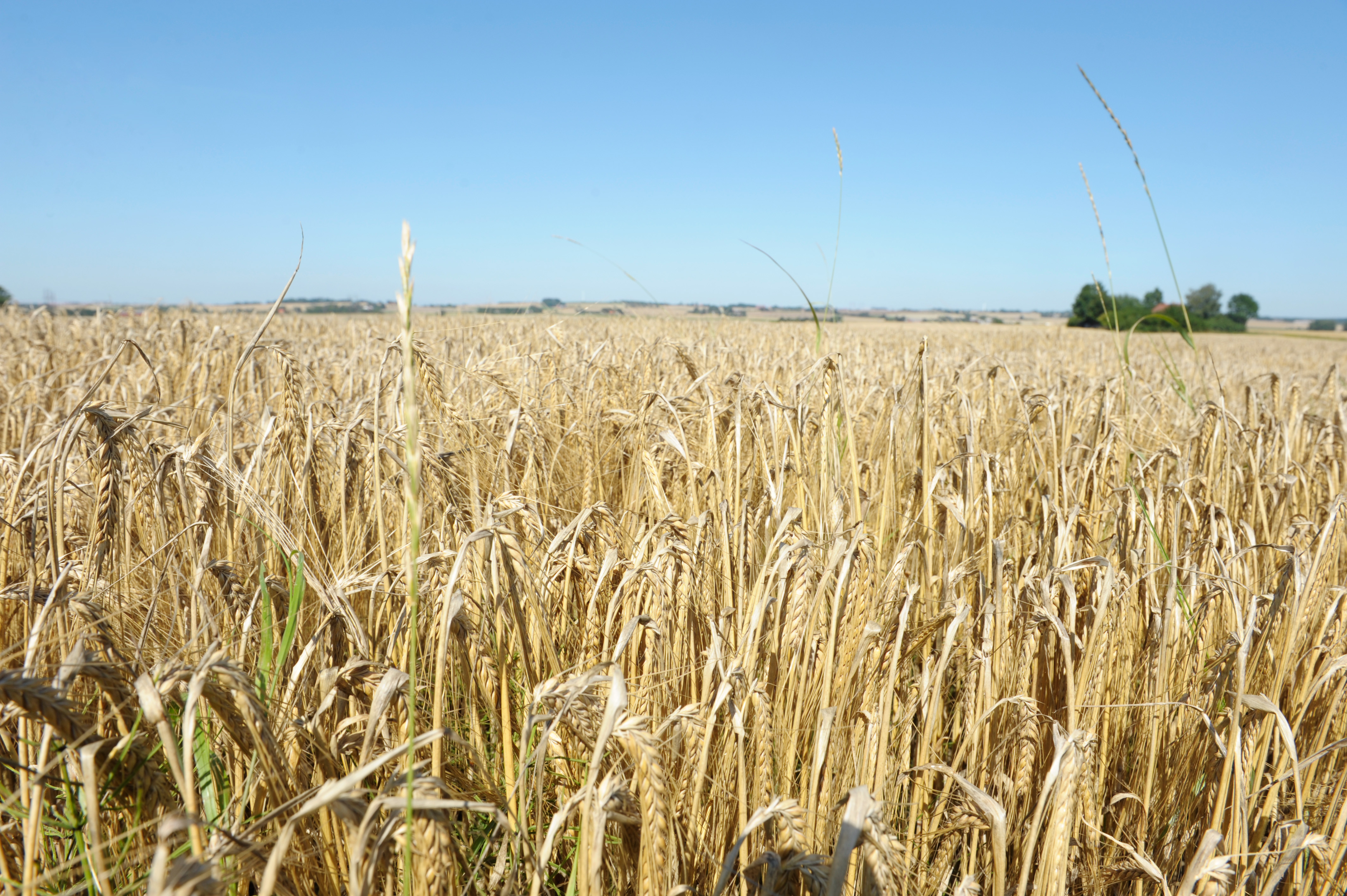
Cereais na Escânia

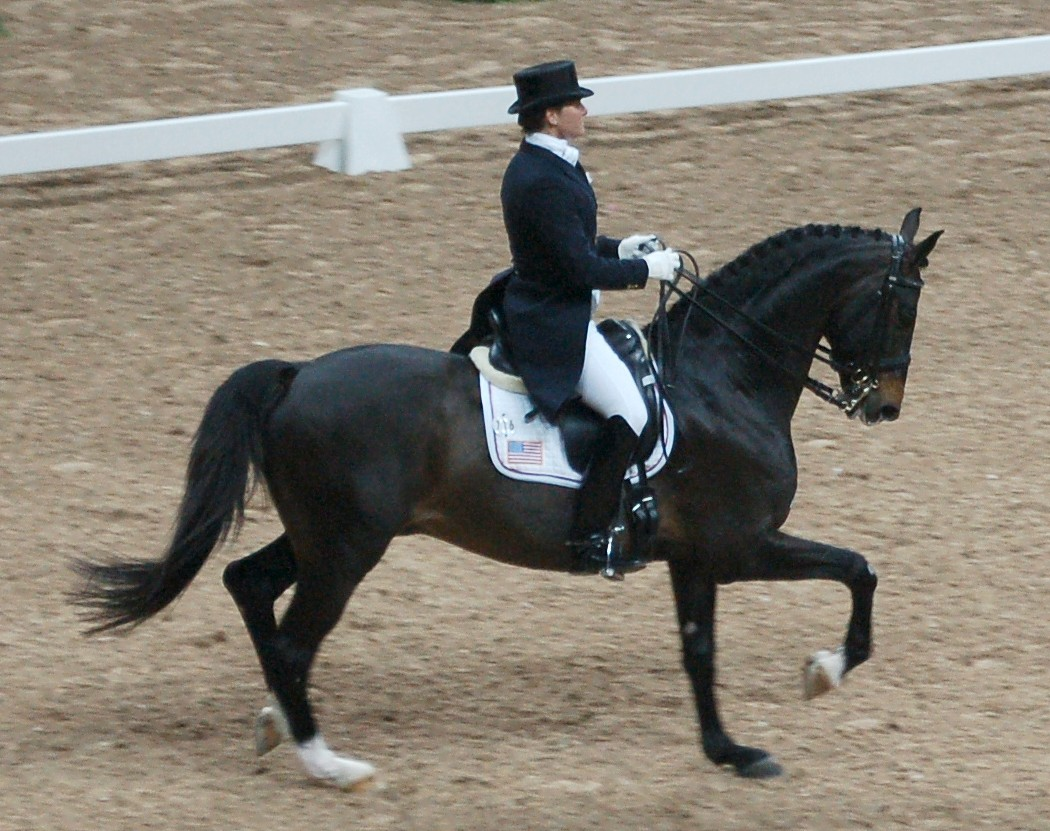
Um cavalo de raça sueco

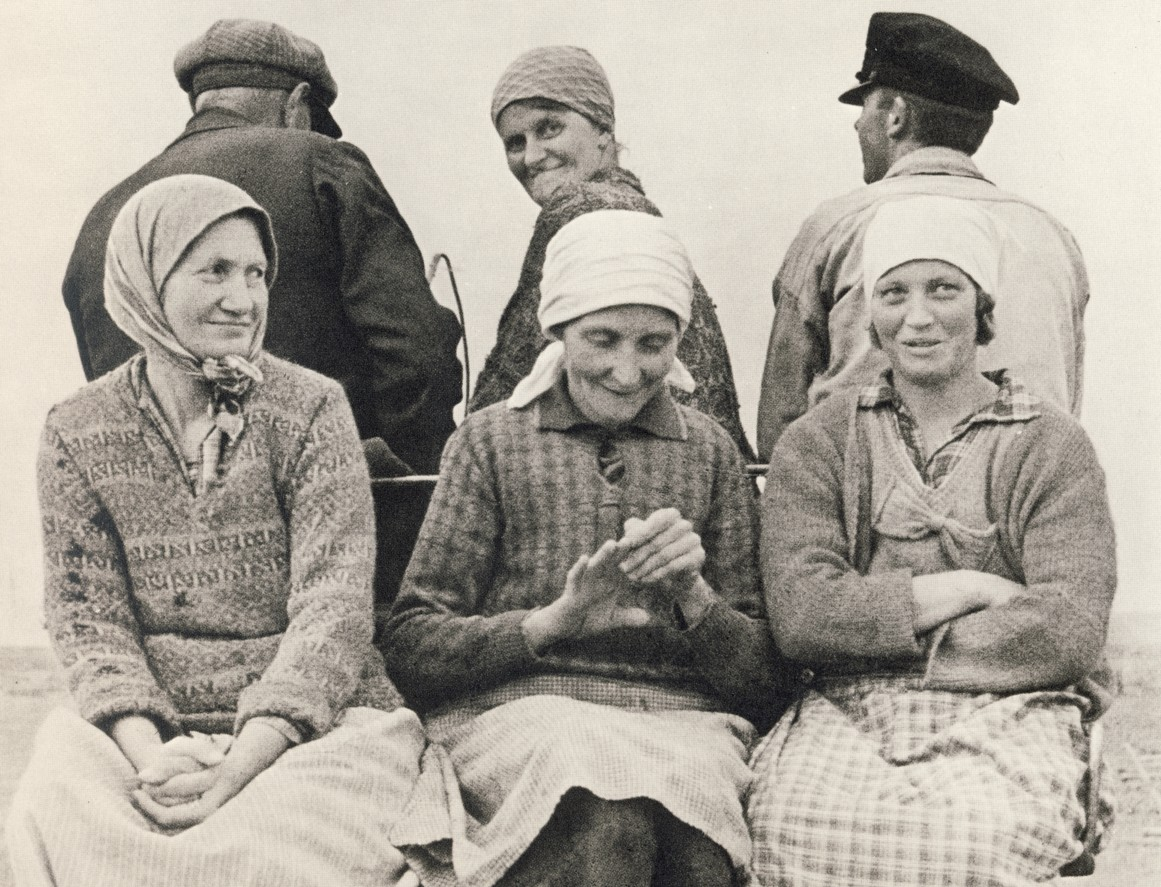
Camponeses suecos semi-livres (statare) em 1933

É praticada a agropecuária em cerca de 8% do território da Suécia - 41 milhões de hectares, ocupando 1,25% da população do país - 172 300 pessoas .

O peso das atividades agrícolas no PIB do país é muito baixo - inferior a 2%.
As principais regiões agrícolas estão localizadas no sul do país, nas planícies centrais, e na costa da Norlândia.

O principal produto produzido é o leite, acompanhado pela produção de carne de vaca, porco e galinha, assim como de cereais e forragens, com destaque para o trigo, as oleaginosas e a beterraba-açucareira no sul, e para a cevada e a aveia no centro e norte da Suécia.

Além destas atividades agrícolas e pecuárias, existe ainda uma grande criação comercial de cavalos - 362 700 em 2015.

## Produção
Em 2019, a Suécia:
- Produziu 3,4 milhões de toneladas de trigo;
- Produziu 2 milhões de toneladas de beterraba, que serve para produzir açúcar e etanol;
- Produziu 1,5 milhão de toneladas de cevada;
- Produziu 846 mil toneladas de batata;
- Produziu 671 mil toneladas de aveia;
- Produziu 381 mil toneladas de colza;
- Produziu 221 mil toneladas de centeio;
- Produziu 178 mil toneladas de triticale;

Além de produções menores de outros produtos agrícolas.
Na pecuária, a Suécia produziu, em 2019, 2,7 bilhões de litros de leite de vaca, 240 mil toneladas de carne suína, 153 mil toneladas de carne de frango, 139 mil toneladas de carne bovina, entre outros. 

## Sul da Suécia
Nas províncias da Escânia, Halland, Blekinge, Olândia e Gotlândia, a agricultura é possível durante uns 7 meses, devido à dureza do clima. As principais plantas cultivadas são o trigo, a cevada, a colza e a beterraba-açucareira, e em menor quantidade a batata, as ervilhas e outros legumes. Porcos, vacas, carneiros e galinhas são frequentemente criados nesta região agro-pecuária.

## Planícies do Centro da Suécia
Nas planícies agrícolas do Centro da Suécia - planície da Gotalândia Ocidental, planície da Gotalândia Oriental, planície de Närke, planície de Uppsala e Vale do Mälaren, é cultivada mais de metade da produção de cereais do país, com destaque para a cevada e o trigo, e ainda de batatas, groselha e colza.
Devido ao clima frio do país, a agricultura é possível durante uns 6 meses.

## Costa da Norlândia
Ao longo da costa da Norlândia, é possível a agricultura durante uns 3-4 meses. São por isso cultivadas plantas com rápido amadurecimento, como é o caso da cevada, das batatas e das forragens para animais. A criação de vacas resulta numa importante produção de leite e carne.